# Résolution 941 du Conseil de sécurité des Nations unies
Membres permanents
- Chine
- États-Unis
- France
- Royaume-Uni
- Russie

Membres non permanents
- Argentine
- Brésil
- Djibouti
- Espagne
- Nigéria
- Nouvelle-Zélande
- Oman
- Pakistan
- République tchèque
- Rwanda

Résolution no 940 Résolution no 942
Dans la résolution 941 du Conseil de sécurité des Nations unies, adoptée à l'unanimité le 23 septembre 1994, après avoir réaffirmé toutes les résolutions sur la situation en Bosnie-Herzégovine, le Conseil a discuté des violations du droit international humanitaire à Banja Luka, Bijeljina et dans d'autres régions du pays.
Le Conseil de sécurité avait reçu des informations du Comité international de la Croix-Rouge et du Haut Commissariat des Nations unies pour les réfugiés sur de graves violations du droit international humanitaire contre la population non serbe dans les zones de Bosnie-Herzégovine sous contrôle des Serbes de Bosnie. Il s'est déclaré préoccupé par la « campagne de terreur persistante et systématique » et par le nettoyage ethnique perpétrés à Banja Luka, Bijeljina et dans d'autres régions, ainsi que par le refus des Serbes de Bosnie d'autoriser le représentant spécial du secrétaire général et la Force de protection des Nations unies (FORPRONU) dans ces zones. Il a été reconnu que le Tribunal pénal international pour l'ex-Yougoslavie (TPIY) avait compétence dans ce domaine et qu'il était déterminé à mettre un terme au nettoyage ethnique.
Agissant en vertu du chapitre VII de la Charte des Nations unies, le Conseil a rappelé que toutes les parties au conflit étaient liées par le droit international humanitaire et plus particulièrement par les conventions de Genève de 1949. Toutes les violations, et en particulier le nettoyage ethnique, ont été fermement condamnées. Il a également réaffirmé que toutes les déclarations et actions faites sous la contrainte, notamment en ce qui concerne le territoire, étaient nulles et non avenues et que toutes les personnes déplacées devraient pouvoir rentrer chez elles.
La résolution exigeait que les Serbes de Bosnie cessent immédiatement leur campagne de nettoyage ethnique et qu'ils autorisent l'ONU à accéder aux zones concernées. Le secrétaire général Boutros Boutros-Ghali a été invité à s'assurer que la FORPRONU soit déployée dans les zones sujette à préoccupation. Il a également été prié de faire rapport sur la mise en œuvre de la résolution.

## Voir également
- Génocide bosniaque
- Guerre de Bosnie-Herzégovine
- Dislocation de la Yougoslavie
- Guerre de Croatie
- Guerres de Yougoslavie